# Bringing Out the Elvis
Bringing Out the Elvis från 2014 är ett studioalbum av Louise Hoffsten där hon gör egna bluestolkningar av tolv Elvis-låtar. Albumet är inspelat i Memphis, Tennessee med amerikanska musiker.

## Låtlista
1. Tryin' to Get to You (Rose Marie McCoy/Charles Singleton) – 3:10
2. A Mess of Blues (Doc Pomus/Mort Shuman) – 3:45
3. Just Pretend (Guy Fletcher/Doug Flett) – 3:56
4. King Creole (Mike Stoller/Jerry Leiber) – 3:08
5. True Love Travels on a Gravel Road (Cliff Owens/Dallas Frazier) – 3:07
6. Mystery Train (Herman Parker/Sam Phillips) – 5:21
7. So Glad You're Mine (Arthur Crudup) – 3:00
8. Love Me (Mike Stoller/Jerry Leiber) – 4:00
9. Put the Blame on Me (Kay Twomey/Norman Blagman/Fred Wise) – 2:59
10. When It Rains It Really Pours (Billy Emerson) – 4:35
11. It Feels So Right (Ben Weisman/Fred Wise) – 6:14
12. Heartbreak Hotel (Mae Boren Axton/Tommy Durden/Elvis Presley) – 2:42

## Medverkande
- Louise Hoffsten – sång, munspel
- Steve Selvidge – gitarr, kör (spår 5)
- Dave Smith – bas
- Steve Potts – trummor
- Al Gamble – keyboards
- Jim Spake – saxofoner
- Scott Thompson – trumpet, flygelhorn
- Billy F Gibbons – gitarr (spår 4)

## Listplaceringar
| Lista (2014) | Topplacering |
| ------------ | ------------ |
| Sverige      | 4            |